# William Diller Matthew
William Diller Matthew (Saint John, Új-Brunswick, 1871. február 19. – San Francisco, Kalifornia, 1930. szeptember 24.) amerikai gerinces őslénykutató, aki elsősorban emlősök fosszíliáival foglalkozott. Zoológiai szakmunkákban nevének rövidítése: „Matthew”.

## Élete
Matthew a Új-Brunswick-i Saint Johnban született George Frederic Matthew és Katherine (Diller) Matthew gyermekeként. Édesapja amatőr geológus és őslénykutató volt, aki belenevelte fiába a földtudományok iránti kitartó érdeklődést. Matthew 1889-ben elvégezte a New Brunswick-i Egyetemet, 1894-ben pedig ledoktorált a Columbia Egyetemen. Az 1890-es évek közepétől 1927-ig az Amerikai Természetrajzi Múzeum (American Museum of Natural History) kurátora, 1927 és 1930 között pedig a Kaliforniai Egyetem Őslénytani Múzeumának (University of California Museum of Paleontology) igazgatója volt.

### Fordítás
- Ez a szócikk részben vagy egészben a William Diller Matthew című angol Wikipédia-szócikk ezen változatának fordításán alapul.  Az eredeti cikk szerkesztőit annak laptörténete sorolja fel. Ez a jelzés csupán a megfogalmazás eredetét és a szerzői jogokat jelzi, nem szolgál a cikkben szereplő információk forrásmegjelöléseként.